# 长延堡街道
长延堡街道，是中华人民共和国陕西省西安市雁塔區下辖的一个乡镇级行政单位。

## 行政区划
长延堡街道下辖以下地区：
航天六院社区、陕师大社区、西安外国语大学社区、西北政法学院社区、西安石油大学社区、东仪社区、青松路社区、翠华南路社区、西八里社区、兵工社区、东三爻社区、电视塔社区、天坛路社区、长安南路军干所社区、瑞禾村社区、东八里社区、明德门南片社区、明德门北区社区、三兴鑫苑社区、长丰园社区、世家星城社区、东姜村、北寨子村、南寨子村、南姜村、西姜村、潘家庄村、杨家村、长延堡村、西八里村、沙乎沱村、东八里村、瓦胡同村、庙坡头村、新小寨村、南窑村、东三爻村和东三爻堡村。